# クライム・スピード
『クライム・スピード』（原題: American Heist）は、2014年にアメリカ合衆国で製作されたアクション映画。1959年にアメリカ合衆国で製作された映画『セントルイス銀行強盗』のリメイク。監督は本作がハリウッドデビュー作となるサリク・アンドレアシアン。出演はヘイデン・クリステンセン、エイドリアン・ブロディ、ジョーダナ・ブリュースター、エイコン。2014年の『トロント国際映画祭』で上映された。

## ストーリー
自動車修理工として働くジェームズは、爆弾製造の罪で半年間服役した過去を悔やみ、恋人であるエミリーのためにも真っ当な人生を歩もうと決意していた。そんな彼の前に10年間服役していた兄フランキーが現れる。自らを犯罪の道へと陥れた兄を避けるジェームズだったが、立派に更生してみせたと言うフランキーの言葉を信じて、彼の仕事を手伝うことにする。早速フランキーはジェームズに仕事仲間であるシュガーとレイを紹介するが、彼らが計画している仕事というのが武装しての銀行強盗だということが判明する。当然参加を拒否するジェームズだったが、抜ければエミリーにも危害を加えるとフランキーに脅された彼は、運転手役として強盗計画に参加するのであった。そして決行当日、当初は完璧だと思われた強盗計画だったが、些細なミスにより彼らは瞬く間に警官隊に包囲されてしまう。

## キャスト
※括弧内は日本語吹替
- ジェームズ・ケリー - ヘイデン・クリステンセン（諏訪部順一）
- フランキー・ケリー - エイドリアン・ブロディ（置鮎龍太郎）
- エミリー - ジョーダナ・ブリュースター（沢城みゆき）
- シュガー - エイコン（祐仙勇）
- レイ - トリー・キトルズ（英語版）（三上哲）